# Landesberufsschule für das Gastgewerbe „Savoy“

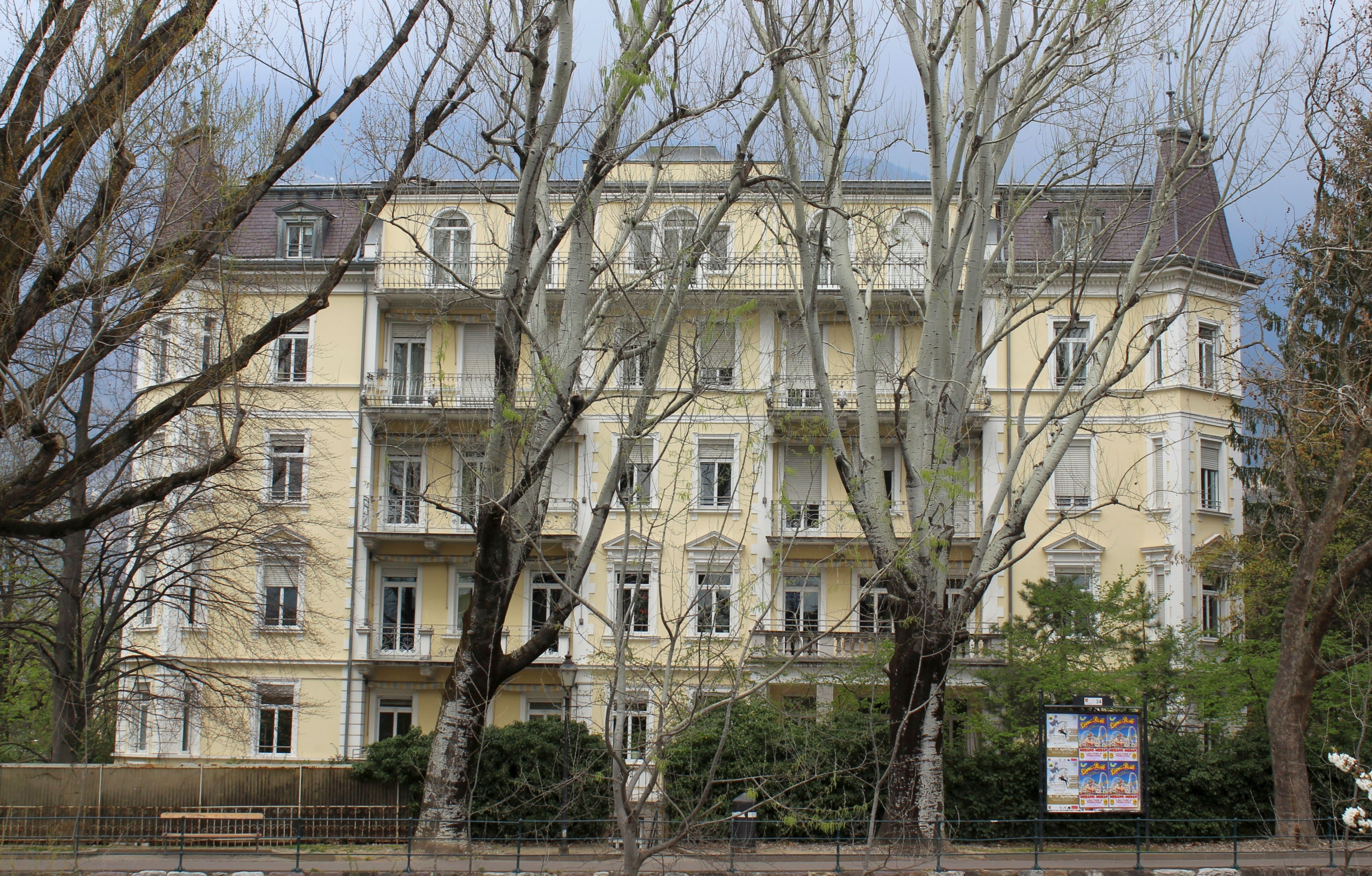
Landesberufsschule „Savoy“

Die Landesberufsschule für das Gastgewerbe „Savoy“ befindet sich in Meran in Südtirol. Sie zählt zu den beliebtesten Berufsschulen in Südtirol und bietet für bis zu 700 Schülern einen Ausbildungsplatz. Diese werden vor allem für die Gastronomie ausgebildet, aber auch Allgemeinbildung und Sprachen sind wichtige Standbeine der Schule.

## Geschichte
Das Gebäude wurde von Pietro Delugan 1895 errichtet und 1896 bereits fertiggestellt. Es verfügte über 30 Betten und wurde Hotel Savoy benannt. Wegen großem Erfolg wurde das Hotel in der Folge erweitert und hatte zuletzt 130 Betten. Im 20. Jahrhundert wechselten öfters die Besitzer. 1967 gelangte es in den Besitz des Landes Südtirols, das das Hotel schließlich in die Hotelfachschule umfunktionierte.

## Unterricht und Direktion
Zurzeit sind in der Berufsschule ca. 60 Lehrer tätig. Es werden folgende Fächer unterrichtet: Deutsch, Italienisch, Englisch, Französisch, Restaurantführung, Küchenführung, Empfangslehre und Textverarbeitung, Geographie, Geschichte, Wirtschaft- und Sozialkunde, Mathematik/Informatik, Leibeserziehung und Religion.
In den Biennien (zweijährige Vorbereitung für das Abitur) ist ein Vormittag in der Woche für die Praxis reserviert.
Die Schüler die das Biennium erfolgreich abschließen, können anschließend die dreijährige Landeshotelfachschule „Kaiserhof“ besuchen.

## Praxisräume
Die früheren Speisesäle und Küchen wurden renoviert und neu ausgestattet. Es gibt drei Speisesäle (den großen Saal, den Silbersaal und die Stube) sowie mehrere Küchen (Hauptküche, Lehrküche 1 & 2, Patisserie und Gardemanger). Außerdem steht den Schülern eine Bar zur Verfügung, in der sie lernen Cocktails und andere Getränke herzustellen.
Die Verpflegung der Schüler wird vorwiegend von ihnen selbst, unter Anleitung von Fachlehrern und erfahrenen Köchen, zubereitet und serviert.

## Sokrates-Programm
Die Schule nimmt am Sokrates-Programm teil, das sich gegen Fremdenhass und für die „Förderung des interkulturellen Bewußtseins“ einsetzt.